# Victor de Chastonay
Pour les articles homonymes, voir de Chastonay.
Victor de Chastonay, né le 9 mars 1843 à Sierre (originaire du même endroit) et mort le 15 novembre 1892, est un juriste et homme politique valaisan. Membre du parti conservateur catholique, il est notamment député au Grand Conseil valaisan et conseiller national.  

## Biographie
Victor de Chastonay naît à Sierre, commune dont il est originaire, de François Gaspard, médecin et Julie Roten. Il étudie aux collèges de Saint-Maurice et de Sion, puis le droit à l'école cantonale de droit. Après avoir passés ses brevets, il ouvre une étude d'avocat-notaire à Sierre en 1865. Pendant sa carrière, il est notamment l'avocat commis d'office de Farinet, célèbre faux-monnayeur.  
Il épouse Marie Gabrielle de Courten (fille de Louis de Courten), avec qui il a trois enfants, dont Joseph, futur conseiller d'État, et Paul, jésuite. Au début de l'automne 1892, il est alité à cause de son diabète,. Son état s'aggrave rapidement, et il meurt le 15 novembre. 
Victor de Chastonay est le frère de Jean-Marie de Chastonay, qui deviendra conseiller d'État, et l'oncle d'Oscar de Chastonay (fils de son autre frère Gaspard), qui deviendra également conseiller d'État.

## Parcours politique
Victor de Chastonay se présente au Grand Conseil en 1869, pour le district de Sierre. Il est plusieurs fois grand-baillif (président) au cours de ses mandats. Il est également élu à l'exécutif de la ville de Sierre de 1871 à 1874 (il est alors vice-président) et de 1881 à 1888, où il est président.
En 1875, il est élu au Conseil national, représentant le Haut-Valais. Il se représente et est réélu six fois, ce qui lui donne l'occasion de siéger dans les principales commissions. Au cours de son parcours politique, il devient figure de proue de la droite catholique-conservatrice. Sa mort le trouve en cours de mandat au National et au Grand Conseil.
En parallèle, il siège également dans le comité suisse du parti conservateur catholique.